# HD107566
HD107566 — хімічно пекулярна зоря спектрального класу A4, що має видиму зоряну величину в смузі V приблизно  5,2.
Вона  розташована на відстані близько 335,9 світлових років від Сонця.